# Körber AG
Körber AG er en global tysk koncern indenfor digital, supply chain, pharma og teknologi. Selskabet fungerer som holdingselskab med hovedkvarter i Hamborg. I 2023 havde de over 12.000 ansatte på over 100 lokaliteter. Den årlige omsætning var på  2,9 mia. euro. Kurt A. Körber etablerede Hauni Maschinenfabrik Körber & Co. KG i 1947.
I dag består koncernen af selskaberne: Körber Digital, Körber Supply Chain, Körber Pharma og Körber Technologies.